# Karllangia
Karllangia är ett släkte av kräftdjur. Enligt Catalogue of Life ingår Karllangia i familjen Ameiridae, men enligt Dyntaxa är tillhörigheten istället familjen Parastenheliidae.
Kladogram enligt Catalogue of Life och Dyntaxa:
| Karllangia | \| \| Karllangia arenicola \| \| \| \| \| \| Karllangia ornatissima \| \| \| \| \| \| Karllangia psammophila \| \| \| \| \| \| Karllangia tertia \| \| \| \| |
|            | \| \| Karllangia arenicola \| \| \| \| \| \| Karllangia ornatissima \| \| \| \| \| \| Karllangia psammophila \| \| \| \| \| \| Karllangia tertia \| \| \| \| |
|            | Karllangia arenicola |
|            | |
|            | Karllangia ornatissima |
|            | |
|            | Karllangia psammophila |
|            | |
|            | Karllangia tertia |
|            | |